# Смуглиенко, Владимир Никифорович
Владимир Никифорович Смуглиенко — советский и российский общественный деятель, председатель ЗАО «Рассвет» станицы Кавказской, Герой труда Кубани (2004).

## Биография
Владимир Смуглиенко родился 16 марта 1938 года в Ставрополе. В 1960 году окончил Ставропольский сельскохозяйственный институт (ныне Ставропольский государственный аграрный университет) по специальности «Учёный-агроном», затем был направлен агрономом в совхоз «Изобильный». С 1961 по 1964 год являлся главным агрономом колхоза «Заветы Ленина», а затем стал старшим агрономом управления сельского хозяйства Кавказского района Краснодарского края.
В феврале 1968 года В. Н. Смуглиенко был избран главой колхоза «Путь к коммунизму» (с 2002 года — ЗАО «Рассвет») Кавказского района. За время своей деятельности он показал себя «инициативным, энергичным и настойчивым организатором производства, грамотным, глубоко знающим сельскохозяйственное производство и экономику специалистом». За годы его руководства на средства колхоза в станице Кавказской были построены здание средней школы № 1 (ныне МБОУ СОШ № 12), дом культуры, дороги, водопровод, детский сад, жильё для специалистов и корпуса Кавказской центральной районной больницы.
За высокие производственные показатели хозяйство неоднократно награждалось Почётными грамотами Совета министров СССР, а также было награждено в 1978 году дипломом II степени ВДНХ. В. Н. Смуглиенко являлся членом КПСС, был делегатом XXVII съезда партии.
По итогам 1997—1999 годов ЗАО «Рассвет» вошло в 300 лучших агропромышленных формирований России.
Неоднократно избирался депутатом сельского, районного и краевого Совета депутатов. Поставлением главы администрации Краснодарского края от 3 августа 2004 года был награждён медалью «Герой труда Кубани» за большой вклад в развитие сельскохозяйственного производства.

## Награды
- Ордена Ленина[3][2];
- Ордена Трудового Красного Знамени[3][2];
- Орден «За заслуги перед Отечеством» IV степени (30.06.1998)[3][2];
- Медаль «За доблестный труд»[3];
- Медаль «За выдающийся вклад в развитие Кубани» I степени[3][2];
- Заслуженный работник сельского хозяйства Кубани[3];
- «Почётный гражданин станицы Кавказской[3]»;
- Герой труда Кубани (3 августа 2004)[3][2].